# Diplotaxis marina
Diplotaxis marina är en skalbaggsart som beskrevs av Patricia Vaurie 1960. Diplotaxis marina ingår i släktet Diplotaxis och familjen Melolonthidae. Inga underarter finns listade i Catalogue of Life.